# Oberstaufen Cup 1999
L'Oberstaufen Cup 1999 è stato un torneo di tennis facente parte della categoria ATP Challenger Series nell'ambito dell'ATP Challenger Series 1999. Il torneo si è giocato a Oberstaufen in Germania dal 5 all'11 luglio 1999 su campi in terra rossa.

## Vincitori

### Singolare
Alexander Popp ha battuto in finale  Francisco Costa con il punteggio di 7–6, 6–3

### Doppio
Edwin Kempes /  Petr Luxa hanno battuto in finale  Karsten Braasch /  Jens Knippschild con il punteggio di 7–5, 6–4